# Tramwaje w Timișoarze
Tramwaje w Timișoarze – system komunikacji tramwajowej działający w Timișoarze.
Jest to drugi pod względem wielkości system transportu tramwajowego w Rumunii (po Bukareszcie). Całkowita długość sieci wynosi 33,1 km, obsługiwanych jest 76 przystanków. Obecnie w Timișoarze kursuje 9 linii tramwajowych oznaczonych numerami 1, 2 oraz 4-10, które łączą siedem z dziesięciu dzielnic miasta. Całkowita długość linii to 68,5 km. Dzielnice Freidorf, Ghiroda Nouă oraz Plopi nie mają połączenia z torowiskami tramwajowymi.
Sieć tramwajowa jest normalnotorowa; jej początki sięgają roku 1869, kiedy otwarto pierwszą linię tramwaju konnego. W 1899 r. rozpoczął się proces elektryfikacji i rozbudowy systemu. Jest to najstarszy system tramwajowy Rumunii oraz drugi, jaki powstał z napędem elektrycznym w tym kraju.
Operatorem systemu jest komunalne przedsiębiorstwo Societatea de Transport Public Timișoara, w skrócie STPT. Tramwaje są podstawowym systemem transportu w mieście, ponadto od 1942 r. uzupełniają je trolejbusy oraz różne linie autobusowe. Rocznie wszystkie trzy środki transportu miejskiego przewożą 90 milionów pasażerów, przy czym 52 miliony przewożą tramwaje. W 2012 r. bilet jednorazowy bez możliwości przesiadki kosztował 2 leje.
Cechą charakterystyczną sieci tramwajowej było m.in. funkcjonowanie transportu towarowego w postaci wagonów kolejowych przewożących towary po torach tramwajowych (od 1899 do 1904 r. oraz od 1916 do 1993 r.) oraz eksploatowanie jednostronnych wagonów dwukierunkowych (od 1966 do 1980 r.).
Od 1914 r. warsztaty tramwajowe w Timișoarze wytwarzały wagony tramwajowe na własny użytek. Na przykład pomysł stworzenia wagonu tramwajowego typu Timiș2 narodził się właśnie w Timișoarze. Produkcja seryjna tego wagonu miała jednak miejsce w fabryce Electrometal Timișoara.

## Historia

### Tramwaje konne 1869–1899
Założone w 1867 r. prywatne przedsiębiorstwo Temesvári Közúti Vaspálya (pol. Temeszwarska Kolej Uliczna), uruchomiło system tramwajowy w Timișoarze 8 lipca 1869 r. – był to jeden z pierwszych systemów tramwajów konnych na świecie. Początkowo tramwaj konny kursował między Piața Sfântul Gheorghe w śródmieściu a dzielnicą Fabric. 25 sierpnia tego samego roku otwarto drugą linię, która połączyła śródmieście z dzielnicą Josefin, położoną na lewym brzegu rzeki Begi. 29 września 1871 r. linię wydłużono do dzisiejszego dworca Timișoara Nord.

### Elektryfikacja sieci (1899)

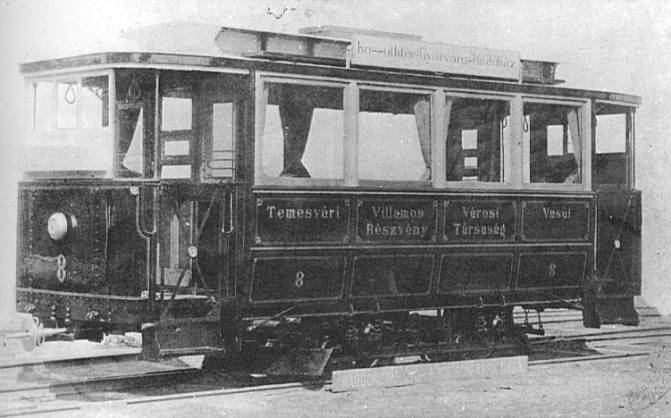
Wagon typu A nr 8 oznaczony jest „Kossuth tér–Gyárvárosi Indóház”, co oznacza, że kursuje jako linia III między Piața Traian a Gara de Est.

Do końca XIX wieku w ówczesnym mieście Temeszwar wzrosło zapotrzebowanie na przewóz pasażerów; linie tramwaju konnego nie były w stanie zaspokoić rosnącego popytu. Od czasu uruchomienia w mieście tramwaju konnego ludność zwiększyła się niemal dwukrotnie. W 1869 r. w Temeszwarze było 32 725 mieszkańców, natomiast w 1900 r. już 59 229. System tramwaju konnego uznano w końcu XIX wieku za przestarzały środek transportu. W Budapeszcie, głównym mieście austro-węgierskiego regionu Zalitawia, od 1887 r. kursowały tramwaje elektryczne, w Wiedniu, głównym mieście Przedlitawii, od 1897 r. Także wiele miast prowincjonalnych leżących w węgierskiej części monarchii było zelektryfikowanych przed Temeszwarem: Pozsony (od 1895 r.) sowie Miszkolc, Szabadka i Szombathely (wszystkie od 1897 r.). W austriackiej części monarchii prąd miało, poza stolicą, dziesięć miast.
Rozbudowa sieci stawała się sprawą coraz bardziej pilną. Zwłaszcza mieszkańcy osiedla Mayerhöfe (dziś Elisabetin) – które obsługiwane było tramwajem konnym jedynie w części zachodniej – domagali się połączenia tramwajowego z resztą miasta. Powyższe osiedle przyłączono w 1890 r. do Temeszwaru. Konieczne było także usprawnienie połączenia z peryferyjnie położonym dworcem w dzielnicy Fabric; od 1876 r. była to druga czynna w Temeszwarze stacja kolejowa. Dzisiejszy dworzec Timișoara Est położony był na niezabudowanym wówczas terenie, leżącym na północ od centrum dzielnicy Fabric – od położonego centralnie placu Traian oddalony był o ponad kilometr. W 1895 r. do dworca dotarła linia omnibusu konnego.
Plany rozbudowy popierał szczególnie ówczesny urząd miejski, któremu przewodził burmistrz Karl Telbisz. W końcu roku 1895 miasto rozpoczęło rozmowy z ówczesnym prywatnym przedsiębiorstwem Temesvári Közúti Vaspálya Részvénytársaság (TeKöVa), które już 15 października 1895 r. przedstawiło swoją koncepcję. W lipcu 1898 r. przedsiębiorstwo Temesvári Villamos Városi Vasút Részvénytársaság (TVVV) rozpoczęło budowę nowego systemu linii. Elektryfikację sieci powierzono firmie Union-Elektricitäts-Gesellschaft (UEG). 30 czerwca 1899 r. odbył się pierwszy próbny przejazd tramwaju elektrycznego, natomiast 27 lipca 1899 r. uruchomione zostały regularne przewozy tramwajami elektrycznymi. W ten sposób linie tramwaju konnego w Temeszwarze zakończyły swoje kursowanie. Definitywnie zamknięto także linie omnibusowe. Początkowo długość torowisk wynosiła 6,1 km, lecz wkrótce po uruchomieniu wydłużono ją do 10,3 km. Zamiast promieniście przebiegających linii tramwaju konnego oraz uzupełniającej linii omnibusowej (żadna linia nie posiadała oznaczenia) rozpoczęło kursowanie pięć linii tramwaju elektrycznego, w tym dwie średnicowe i trzy przebiegające promieniście:
| Linia | Trasa                                                         | Historyczne nazwy                                 | Długość  | Częstotliwość kursowania | Liczba kursów |
| ----- | ------------------------------------------------------------- | ------------------------------------------------- | -------- | ------------------------ | ------------- |
| I     | Piața Sarmisegetuza – Gara de Nord                            | Malom tér – Belváros – Józsefvárosi Indóház       | 5,159 km | 10 minut                 | 6             |
| II    | Banatim – Bulevardul Iuliu Maniu / Splaiul Tudor Vladimirescu | Buziási út – Belváros – Dunagőzhajózási ügynökség | 5,100 km | 15 minut                 | 4             |
| III   | Piața Traian – Gara de Est                                    | Kossuth tér – Gyárvárosi Indóház                  | 1,100 km | 15 minut                 | 1             |
| IV    | Piața Sfânta Maria – Strada Memorandului                      | Hunyadi út – Király utcza                         | 1,288 km | 15 minut                 | 1             |
| V     | Piața Alexandru Mocioni – Piața Iuliu Maniu                   | Küttl tér – Temető utcza                          | 0,979 km | 15 minut                 | 1             |

## Układ linii tramwajowych
- 1 (Timișoara Nord – Stacja Meteorologiczna Timișoara)
- 2 (Zajezdnia Dâmbovița – Stacja Meteorologiczna Timișoara)
- 4 (ul. Torontalului – Ciarda Rosie)
- 5 (Ronat – Catedrala Mitropolitana – Ronat)
- 6 (ul. Torontalului – Piața Maria – Piata Traian – ul. Torontalului)
- 7 (Okólna: Zajezdnia Dâmbovița – Piața Maria – Piața Nicolae Bălcescu – Fratelia)
- 8 (Timișoara Nord – A.E.M)
- 9 (Zajezdnia Dâmbovița – A.E.M)[6]

## Tabor

### Wagony pasażerskie

#### Silnikowe
| Producent                     | Typ     | Liczba osi | Pochodzenie  | Początek eksploatacji | Ilość | Numery taborowe                                                                         |
| ----------------------------- | ------- | ---------- | ------------ | --------------------- | ----- | --------------------------------------------------------------------------------------- |
| Weitzer János                 | A       | 2          |              | 1899                  | 017   | 1–17                                                                                    |
| różni                         | B       | 2          |              | 1906                  | 026   | 18–43                                                                                   |
| produkcja własna (przebudowa) | D       | 2          |              | 1921                  | 02    | 44, 46                                                                                  |
| produkcja własna              | DII     | 2          |              | 1922                  | 07    | 45, 47–52                                                                               |
| produkcja własna              | F       | 2          |              | 1925                  | 06    | 101–106                                                                                 |
| produkcja własna              | Fa      | 2          |              | 1931                  | 02    | 82–83                                                                                   |
| produkcja własna              | FII     | 2          |              | 1927                  | 019   | 107–125                                                                                 |
| produkcja własna              | Gb 2/2  | 4          |              | 1950                  | 07    | 201–207                                                                                 |
| Electroputere                 | V-54    | 4          |              | 1955                  | 020   | 208–227                                                                                 |
| produkcja własna (przebudowa) | Pionier | 2          |              | 1958                  | 026   | 131–156                                                                                 |
| I.T.B.                        | Vo58    | 2          |              | 1961                  | 024   | 177–200                                                                                 |
| produkcja własna (przebudowa) | Timiș1  | 2          |              | 1962                  | 09    | 71–79                                                                                   |
| prod. własna / ELTIM          | Timiș2  | 4          |              | 1970                  | 133   | 231–359, 361–364                                                                        |
| ELTIM                         | V2      | 6          |              | 1982                  | 01    | 230                                                                                     |
| ELTIM                         | Timiș2  | 4          | Reșița       | 1991                  | 01    | 360 (ex Reșița 41)                                                                      |
| DUEWAG                        | GT8-EP  | 8          | AVG          | 1995                  | 04    | 102, 105–107                                                                            |
| DWM                           | GT6-EP  | 6          | VBK          | 1995                  | 04    | 143–146                                                                                 |
| DWM                           | GT6-D   | 6          | VBK          | 1995                  | 010   | 152, 153, 160, 163, 166, 168–172                                                        |
| Hansa                         | GT4b    | 4          | BSAG         | 1995                  | 012   | 3420–3422, 3426, 3429, 3432, 3434, 3435, 3439, 3441, 3443, 3444                         |
| Hansa                         | GT4c    | 4          | BSAG         | 1995                  | 025   | 3447–3455, 3457–3459, 3461, 3463–3474                                                   |
| Hansa                         | GT4c    | 4          | BSAG, ex VGB | 1995                  | 05    | 3475–3579 (ex Bremerhaven 80–84)                                                        |
| DWM                           | GT8-D   | 8          | VBK          | 2000                  | 03    | 109 (ex VBK 175), 167 (ex VBK 177), 174 (ex VBK 176)                                    |
| Rastatt                       | GT8-EP  | 8          | AVG          | 2000                  | 04    | 110, 111, 114, 115                                                                      |
| Rathgeber                     | P 3.16  | 4          | SWM          | 2000                  | 021   | 2003, 2004, 2013, 2017, 2020, 2023, 2024, 2026, 2030, 2032, 2034–2044                   |
| Wegmann                       | GT4d    | 4          | BSAG         | 2002                  | 010   | 3502–3511                                                                               |
| DUEWAG                        | N       | 8          | VGF          | 2004                  | 04    | 825, 827, 829, 830                                                                      |
| DUEWAG                        | GT6     | 6          | Rheinbahn    | 2006                  | 04    | 2418, 2502, 2504, 2518                                                                  |
| Wegmann                       | GT4e    | 4          | BSAG         | 2007                  | 010   | 3512–3521                                                                               |
| Wegmann                       | GT4f    | 4          | BSAG         | 2007                  | 018   | 3523, 3525, 3527, 3529, 3531, 3534, 3536, 3539, 3540, 3543, 3546, 3547, 3550–3554, 3559 |

#### Doczepne
| Producent                     | Typ             | Liczba osi | Pochodzenie  | Początek eksploatacji | Ilość | Numery taborowe                                                                         |
| ----------------------------- | --------------- | ---------- | ------------ | --------------------- | ----- | --------------------------------------------------------------------------------------- |
| Spiering                      | Wagony Spiering | 2          |              | 1869                  | 021   | początkowo brak, następnie od roku 1899 1–10                                            |
| Grazer Waggonfabrik           | Wagony Graz     | 2          |              | 1891                  | 05    | –                                                                                       |
| produkcja własna              | E               | 2          |              | 1914                  | 03    | 01–03                                                                                   |
| produkcja własna (przebudowa) | AII             | 2          |              | 1921                  | 02    | 7, 13                                                                                   |
| produkcja własna              | C               | 2          |              | 1922                  | 014   | 4, 8, 11, 17, 64–73                                                                     |
| produkcja własna              | CII             | 2          |              | 1928                  | 04    | 80–83                                                                                   |
| I.T.B.                        | Vo15            | 2          |              | 1961                  | 037   | 1961: 30–33 1963: 34–37, 61–63 1964: 41–45, 69–70 1965: 46–54 1966: 55–60, 64–65, 67–68 |
| I.T.B.                        | R.4             | 2          | I.T.B.       | 1961                  | 014   | 8, 9, 11–19, 38–40                                                                      |
| produkcja własna (przebudowa) | R.1             | 2          |              | 1962                  | 09    | 21–29                                                                                   |
| produkcja własna / ELTIM      | Timiș 2         | 4          |              | 1970                  | 133   | 1–129, 131–134                                                                          |
| ELTIM                         | Timiș 2         | 4          | Reșița       | 1991                  | 01    | 130 (ex Reșița 42)                                                                      |
| Hansa                         | GB4             | 4          | BSAG         | 1995                  | 01    | 3601                                                                                    |
| Hansa / MAN                   | GB4a            | 4          | BSAG         | 1995                  | 013   | 3602–3604, 3607–3612, 3615–3617, 3619                                                   |
| Hansa                         | GB4c            | 4          | BSAG         | 1995                  | 021   | 3620–3632, 3635–3642                                                                    |
| Hansa                         | GB4c            | 4          | BSAG, ex VGB | 1996                  | 04    | 3644–3646, 3648 (ex Bremerhaven 218–220, 222)                                           |
| Rathgeber                     | p 3.17          | 4          | SWM          | 2000                  | 022   | 3008, 3009, 3015, 3016, 3019–3024, 3026–3029, 3031–3036, 3038, 3040                     |
| Wegmann                       | GB4d            | 4          | BSAG         | 2002                  | 010   | 3701–3710                                                                               |
| Wegmann                       | GB4e            | 4          | BSAG         | 2007                  | 011   | 3712–3722                                                                               |
| Wegmann                       | GB4f            | 4          | BSAG         | 2007                  | 018   | 3725, 3729–3732, 3735, 3737–3739, 3742, 3743, 3748–3753, 3755                           |

### Wagony specjalne
Oprócz zwykłych wagonów pasażerskich, w mieście eksploatowano lub eksploatuje się rakże różne typy wagonów technicznych: prototypy lub historyczne tramwaje znajdują się częściowo w zasobach klubu Tramclub Banat. Niżej wymienione wagony nie były w regularnym ruchu liniowym w Timișoarze.
| Producent             | Typ             | Rodzaj     | Liczba osi | Pochodzenie   | Rok produkcji | Numer                        | Uwagi                                                                                |
| --------------------- | --------------- | ---------- | ---------- | ------------- | ------------- | ---------------------------- | ------------------------------------------------------------------------------------ |
| Simmering             | wagon wieżowy   | platforma  | 2          | –             | 1872          | –                            | Przebudowany w 1899 r. z dawnego konnego wagonu technicznego.                        |
| Ringhoffer            | Wiener Type T   | silnikowy  | 2          | MTM           | 1900          | 07                           | Od 1998 r. w Timișoarze, wcześniej w posiadaniu WLB, w sierpniu 2010 r. zezłomowany. |
| Grazer Waggonfabrik   | Wiener Type GP  | towarowy   | 2          | MTM           | 1902          | 6411                         | Od 1998 r. w Timișoarze, dawniej własność Wiener Linien.                             |
| Simmering             | Wiener Type SP  | towarowy   | 2          | MTM           | 1912          | 6010                         | Od 1998 r. w Timișoarze, wcześniej własność Wiener Linien.                           |
| János Weitzer / AEG   | Lokomotywa nr 1 | lokomotywa | 2          | –             | 1915          | Początkowo brak, później L1. | Zezłomowana na początku lat 90. XX wieku                                             |
| Astra                 | beczkowóz       | techniczny | 4          | –             | 1925          | brak                         | Zezłomowany na początku lat 90. XX wieku.                                            |
| produkcja własna      | Pług śnieżny    | techniczny | 2          | –             | 1925          | V.S.1                        |                                                                                      |
| produkcja własna/ SSW | Lokomotywa nr 2 | lokomotywa | 2          | –             | 1928          | L2                           | Obecnie jako pomnik na terenie browaru Timișoreana.                                  |
| produkcja własna      | Lokomotywa nr 3 | lokomotywa | 4          | –             | 1956          | L3                           |                                                                                      |
| I.T.B.                | Szlifierka      | techniczny | 2          | –             | 1960          | Wcześniej 4, później brak.   | Sprowadzona w 1965 r. z Bukaresztu, obecnie wóz muzealny.                            |
| SGP                   | Wiener Type L4  | silnikowy  | 2          | Wiener Linien | 1960          | 524                          | Od 2005 r. w Timișoarze, dar od miasta Wiedeń.                                       |
| DUEWAG                | MAN B4          | doczepny   | 4          | Rheinbahn     | 1960          | 1639                         | Od 2006 r. w Timișoarze, służy jako źródło części zamiennych.                        |
| Schörling             | Wiener Type SS2 | techniczny | 2          | Wiener Linien | 1971          | brak                         | Szlifierka, od 2003 r. w Timișoarze, wcześniej własność Wiener Linien Nummer 6054    |
| BSAG-produkcja własna | solarka         | wagonetka  | 2          | BSAG          | 1975          | brak                         | Od 1998 r. w Timișoarze, w Bremie miała oznaczenie SW2.                              |
| produkcja własna      | konny           | pasażerski | 2          | –             | 1994          | 1869                         | Replika wagonu nawiązująca do wyglądu z 1869 r.                                      |
| Electroputere         | V54             | silnikowy  | 4          | –             | 195x          | 229                          | Sprowadzony w 1999 r. z Bukaresztu.                                                  |
| Electroputere         | V12             | doczepny   | 4          | –             | 195x          | brak                         | Sprowadzony w 1999 r. z Bukaresztu.                                                  |
| E.L.T.I.M.            | V2C             | silnikowy  | 6          | –             | 1985          | 229                          | Zezłomowany na początku lat 90. XX wieku.                                            |
| produkcja własna      | –               | platforma  | 2          | –             | 199x          | brak                         | Zamontowana na wózku tramwaju Timiș2.                                                |